# 凱瑟琳·羅德里格斯
凱瑟琳·朱利莎·羅德里格斯·佩格羅（Katherine Julissa Rodríguez Peguero，1991年12月18日—）是一名多明尼加女子跆拳道運動員。她曾經獲得2011年泛美運動會跆拳道比賽女子67公斤級銅牌以及2016年泛美跆拳道錦標賽女子73公斤以上級金牌。

## 外部連結
- TaekwondoData.com（页面存档备份，存于）